# Киновселенная Marvel: Пятая фаза
Пятая фаза медиафраншизы «Кинематографическая вселенная Marvel» (КВМ) — серия американских супергеройских фильмов и телесериалов, созданных Marvel Studios и основанных на персонажах Marvel Comics. Пятая фаза включает все проекты Marvel Studios с февраля 2023 года по май 2025 года. Walt Disney Studios Motion Pictures выступит дистрибьютором фильмов, а телесериалы будут выходить на стриминг-сервисе Disney+. Пятая фаза стартовала в феврале 2023 года с выходом фильма «Человек-муравей и Оса: Квантомания», а первым телепроектом фазы стал сериал «Секретное вторжение», который был выпущен в июне того же года. Кевин Файги является продюсером всех фильмов и исполнительным продюсером всех телесериалов фазы, кроме того, Стивен Бруссар спродюсировал фильм «Человек-муравей и Оса: Квантомания», Райан Рейнольдс выступает продюсером фильма «Дэдпул и Росомаха», а Нейт Мур станет продюсером ленты «Капитан Америка: Новый мир».
В фазу включаются фильмы: «Человек-муравей и Оса: Квантомания» (февраль 2023 года) с Полом Раддом и Эванджелин Лилли, командный фильм «Стражи Галактики. Часть 3» (май 2023 года), «Капитан Марвел 2» (ноябрь 2023 года) с Бри Ларсон, Тейоной Паррис и Иман Веллани в главных ролях, «Дэдпул и Росомаха» с Райаном Рейнольдсом и Хью Джекманом (июль 2024 года), «Капитан Америка: Новый мир» (февраль 2025 года) с Энтони Маки в главной роли, и командный фильм «Громовержцы*» (май 2025). Первые три фильма фазы собрали в кинотеатрах более $ 1,4 млрд.
Также в состав фазы включаются проекты Disney+: «Секретное вторжение» (июнь 2023 года) с Сэмюэлом Л. Джексоном и Беном Мендельсоном, серия короткометражных анимационных фильмов «Я есть Грут» (сентябрь 2023 года) с Вином Дизелем в главной роли, второй сезон сериала «Локи» (октябрь 2023 года) с Томом Хиддлстоном, второй сезон анимационного сериала «Что, если…?» (декабрь 2023 года), «Эхо» (январь 2024 года) с Алаквой Кокс в роли Майи Лопес / Эхо, «Это всё Агата» (осень 2024 года) с Кэтрин Хан в главной роли, «Очи Ваканды» (2024 год) с Данай Гурира в роли Окойе, первый сезон мультсериала «Ваш дружелюбный сосед Человек-паук» (2024 год), «Сорвиголова: Рождённый заново» (2025 год) с Чарли Коксом в роли Мэтта Мёрдока / Сорвиголовы и  «Железное сердце» (2025 год) с Доминик Торн в роли Рири Уильямс. Пятая фаза, наряду с Четвёртой и Шестой составляют арку «Сага Мультивселенной».

## Разработка
В 2014 году президент Marvel Studios Кевин Файги сказал, что у студии есть чёткое понимание сюжетных линий киновселенной до 2028 года и в результате этого «на повестке дня оказываются проекты, которые полностью отличаются от уже вышедших картин». Во время панели Marvel Studios на San Diego Comic-Con 2019 года Файги анонсировал фильмы и телесериалы Четвёртой фазы КВМ. Он также раскрыл, что ещё несколько фильмов находятся в разработке, в частности, «Стражи Галактики. Часть 3» и продолжение фильма «Капитан Марвел». После панели Файги подтвердил, что анонсированные до «Блэйда» проекты полностью составляют на тот момент Четвёртую фазу. В ноябре 2019 года третья часть «Человека-муравья» была запущена в разработку с предполагаемой датой выхода в 2022 году. В декабре началась работа над вторым сезоном анимационного сериала «Что, если…?».
В декабре 2019 года Райан Рейнольдс подтвердил, что третий фильм о Дэдпуле находится в разработке Marvel (после картин «Дэдпул» (2016) и «Дэдпул 2» (2018) от студии 20th Century Fox), а продюсерская компания Рейнольдса Maximum Effort также примет участие в производстве триквела.
В апреле 2020 года из-за пандемии коронавируса Disney и Marvel Studios объявили, что всё расписание Четвёртой фазы сдвигается ровно на один фильм вперёд; выход «Капитан Марвел 2» назначили на 8 июля 2022 года. К ноябрю 2020 года началась разработка второго сезона телесериала «Локи», что было официально подтверждено в июле 2021 года. В декабре 2020 года американская премьера фильма «Капитан Марвел 2» была перенесена на 11 ноября 2022 года, а премьера проекта «Стражи Галактики. Часть 3» получила дату выхода в 2023 году. Также было официально заявлено о том, что в разработке находится «Человек-муравей и Оса: Квантомания», а также проекты для Disney+: «Секретное вторжение» и «Железное сердце». Файги подчеркнул, что «Секретное вторжение» и «Железное сердце» будут связаны с будущими фильмами киновселенной. Новые телесериалы для Disney+, а также «Капитан Марвел 2», «Человек-муравей и Оса: Квантомания» и «Стражи Галактики. Часть 3» стали частью Пятой фазы. В мае 2021 года было объявлено название сиквела истории о Капитане Марвел — «Марвелы». Кроме того, «Человек-муравей и Оса: Квантомания» и «Стражи Галактики. Часть 3» получили даты выхода в США — 17 февраля и 5 мая 2023 года, соответственно.
К марту 2021 года была начата работа над проектом об Эхо, спин-оффом сериала «Соколиный глаз». К концу апреля было раскрыто, что в разработке находится четвёртый фильм о Капитане Америке, продолжение сериала «Сокол и Зимний солдат» (2021). К июню Marvel Studios начала разработку, по меньшей мере, трёх новых анимационных сериалов. В октябре 2021 года из-за задержек производства премьеры части фильмов были вновь перенесены: «Капитан Марвел 2» (новая дата в США — 17 февраля 2023 года) и «Человек-муравей и Оса: Квантомания» (28 июля 2023 года); но в апреле 2022 года даты выхода «Марвелов» и «Квантомании» поменялись местами из-за начала пост-продакшна «Квантомании» и продолжающихся съёмок «Марвелов». В октябре же 2021 года стало известно о разработке спин-оффа «Ванда/Вижн», посвящённого Агате Харкнесс. Сериалы «Эхо» и «Это всё Агата» были официально анонсированы в ноябре 2021 года во время Дня Disney+.
В марте 2022 года появилась информация о начале работы над сериальным перезапуском Сорвиголовы; подтверждение поступило в мае того же года. В конце июня Файги отметил, что информация о следующей саге КВМ появится в ближайшие месяцы, а Marvel Studios будет «чуть более прямолинейной» в своих планах на будущее, чтобы представить зрителям «более широкую картину, [чтобы они] смогли увидеть лишь крошечный кусочек будущего», следуя подсказкам в Четвёртой фазе. На панели Marvel Studios на Комик-коне в Сан-Диего в июле 2022 года Файги объявил, что «Чёрная пантера: Ваканда навеки» завершит Четвёртую фазу, а последующие фильмы и сериалы станут частью Пятой фазы: «Человек-муравей и Оса: Квантомания», «Стражи Галактики. Часть 3», «Капитан Марвел 2», «Секретное вторжение» и «Железное сердце». «Блэйд», второй сезон «Локи», «Эхо» и «Агата» также войдут в новую фазу; кроме того, Файги официально заявил о разработке сериала «Сорвиголова: Рождённый заново» и фильмов «Капитан Америка: Новый мир» и «Громовержцы*». Глава Marvel Studios объявил, что Пятая фаза, наряду с Четвёртой и Шестой, станет частью Саги Мультивселенной. За день до этого было объявлено, что второй сезон мультсериала «Что, если…?» также войдёт в фазу. Файги заявил, что многие проекты Четвёртой и Пятой фаз, а также намёки и отсылки в сценах после титров связаны и приведут к завершению «Саги Мультивселенной», однако некоторые из них останутся автономными. В сентябре 2022 года также пройдёт панель Marvel Studios на выставке D23.
13 июня 2023 года Disney перенесла выход семи фильмов Marvel.

## Фильмы
| Фильм                              | Дата выхода (США) | Режиссёр(ы)  | Сценарист(ы)                                                            | Продюсер(ы)                                                 | Статус  |
| ---------------------------------- | ----------------- | ------------ | ----------------------------------------------------------------------- | ----------------------------------------------------------- | ------- |
| Человек-муравей и Оса: Квантомания | 17 февраля 2023   | Пейтон Рид   | Джефф Лавнесс                                                           | Кевин Файги и Стивен Бруссар                                | Выпущен |
| Стражи Галактики. Часть 3          | 5 мая 2023        | Джеймс Ганн  | Джеймс Ганн                                                             | Кевин Файги                                                 |         |
| Капитан Марвел 2                   | 10 ноября 2023    | Ниа Дакоста  | Ниа Дакоста, Меган Макдоннелл и Элисса Карасик                          | Кевин Файги                                                 |         |
| Дэдпул и Росомаха                  | 26 июля 2024      | Шон Леви     | Райан Рейнольдс, Ретт Риз, Пол Верник, Зеб Уэллс и Шон Леви             | Кевин Файги, Лорен Шулер Доннер, Райан Рейнольдс и Шон Леви |         |
| Капитан Америка: Новый мир         | 14 февраля 2025   | Джулиус Она  | Роб Эдвардс, Малкольм Спеллман, Далан Муссон, Джулиус Она и Питер Гланц | Кевин Файги и Нейт Мур                                      |         |
| Громовержцы*                       | 2 мая 2025        | Джейк Шрейер | Эрик Пирсон, Ли Сон Джин и Джоэнна Кало                                 | Кевин Файги                                                 |         |

### «Человек-муравей и Оса: Квантомания» (2023)

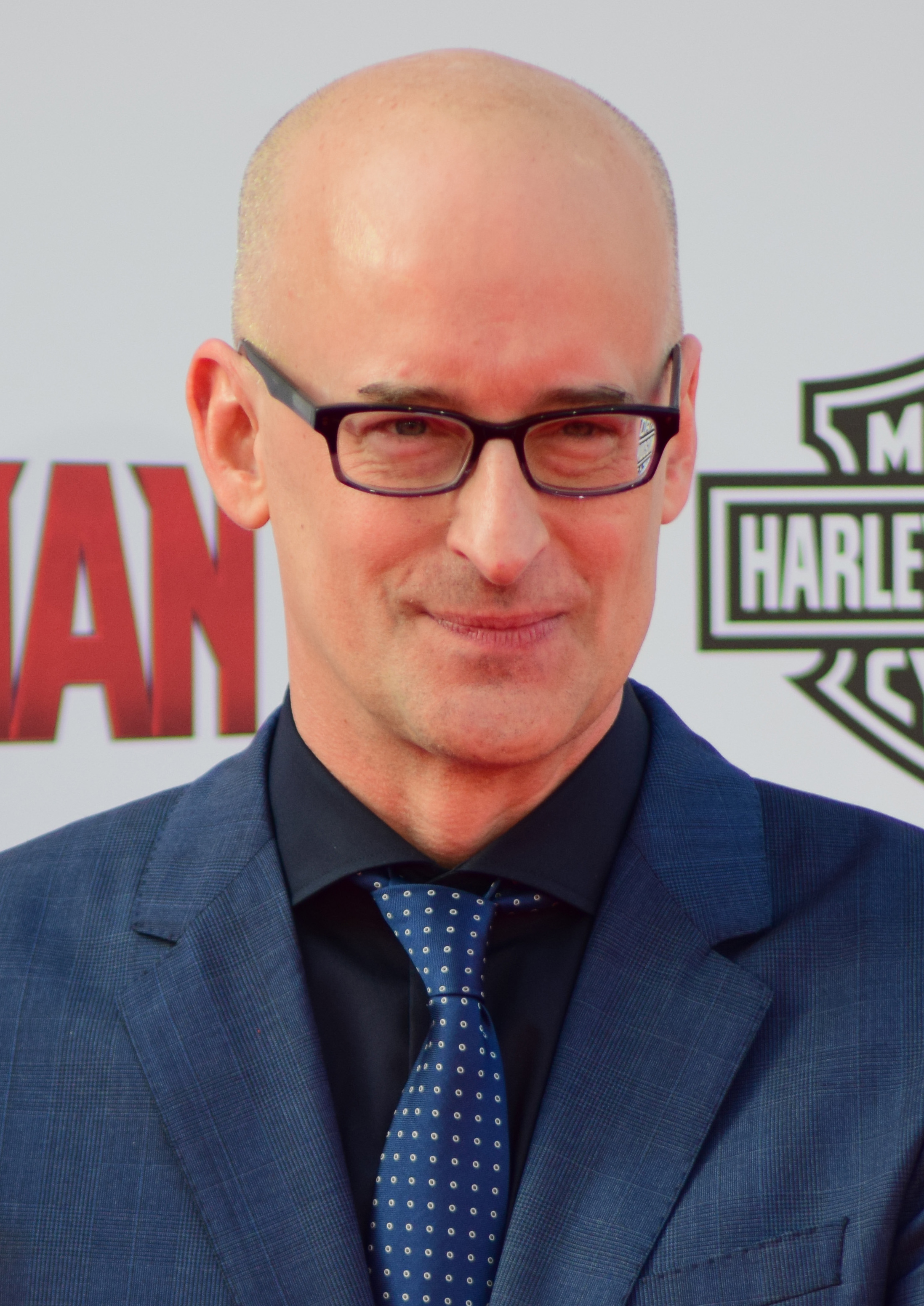
Пейтон Рид, режиссёр фильмов о Человеке-муравье

Скотт Лэнг и Хоуп ван Дайн вместе с родителями Хоуп Хэнком Пимом и Джанет ван Дайн отправляются в новое приключение во время исследования квантового мира.
Перед выходом «Человека-муравья и Осы» (2018) режиссёр Пейтон Рид отметил, что он и Marvel надеются на создание третьей части, а обсуждения потенциальных вариантов истории для триквела уже состоялись. В ноябре 2019 года было подтверждено, что Рид станет режиссёром, а Пол Радд и Эванджелин Лилли вернутся к ролям Скотта Лэнга / Человека-муравья и Хоуп ван Дайн / Осы. В апреле 2020 года Джефф Лавнесс был нанят для работы над сценарием ленты. В декабре 2020 года был раскрыт подзаголовок фильма «Квантомания» и новые члены актёрского состава. Съёмки начались в начале февраля 2021 года в Турции; основная часть производства стартовала в конце июля 2021 года в английском графстве Бакингемшир и завершилась в ноябре. До начала 2022 года также должны были состояться съёмки в Атланте и Сан-Франциско. Премьера фильма состоится 17 февраля 2023 года.
Джонатан Мэйджорс сыграл Канга Завоевателя после появления в первом сезоне сериала «Локи» с ролью Того, кто остаётся, одного из вариантов Канга.

### «Стражи Галактики. Часть 3» (2023)
Питер Квилл всё ещё не оправился после потери Гаморы. Он должен сплотить Стражей Галактики, чтобы защитить вселенную и одного из членов команды.
Третий фильм о Стражах Галактики появился в планах Marvel Studios в апреле 2016 года, годом позже было подтверждено, что Джеймс Ганн напишет сценарий и срежиссирует фильм. Однако Disney и Marvel временно уволили Ганна в июле 2018 года после публикации оскорбительных твитов режиссёра. В октябре 2018 года Disney и Marvel изменили курс и восстановили Ганна в качестве режиссёра, а производство и премьера фильма были отодвинуты, чтобы Ганн смог завершить работу над фильмом Расширенной вселенной DC (DCEU) «Отряд самоубийц: Миссия навылет» (2021) и спин-офф сериалом про Миротворца. О возвращении Ганна и главных актёров Стражей Галактики в Marvel было объявлено в марте 2019 года. В июле того же года на Комик-коне в Сан-Диего Файги подтвердил, что фильм находится в разработке. Съёмки начались в начале ноября 2021 года в Атланте и завершились в начале мая 2022 года. Премьера фильма «Стражи Галактики. Часть 3» состоится 5 мая 2023 года.
События третьей части развернутся после фильма «Тор: Любовь и гром» (2022) и специального праздничного выпуска «Стражей Галактики» (2022).

### «Капитан Марвел 2» (2023)
В июле 2019 года на Комик-коне в Сан-Диего Кевин Файги подтвердил, что продолжение ленты «Капитан Марвел» (2019) находится в разработке. В январе 2020 года было объявлено, что сценаристом фильма станет Меган Макдоннелл, а Бри Ларсон вернётся к роли Кэрол Дэнверс / Капитан Марвел. Студия хотела нанять женщину-режиссёра, а не продолжать работу с авторами первой части Анной Боден и Райаном Флеком, и в августе 2020 года на пост режиссёра была назначена Ниа Дакоста. В декабре 2020 года было официально объявлено предварительное название фильма — «Капитан Марвел 2»; но в мае 2021 года картина получила новое оригинальное название — «Марвелы». Предварительные съёмки начались в середине апреля 2021 года в Нью-Джерси. Основная часть производства началась в августе 2021 года в графстве Бакингемшир в Англии и в итальянском городе Тропеа. Съёмки также прошли в Лос-Анджелесе. Производство завершилось в мае 2022 года. Премьера фильма запланирована на 10 ноября 2023.
«Капитан Марвел 2» станет продолжением сериала «Мисс Марвел» (2022), а Иман Веллани, Саагар Шайх, Зенобия Шрофф и Мохан Капур вернутся к ролям Камалы Хан / Мисс Марвел, Амира Хана, Мунибы Хан и Юсуфа Хана из сериала. Тейона Паррис вновь сыграет взрослую версию Моники Рамбо из сериала «Ванда/Вижн» (2021), в то время как в «Капитан Марвел» Монику-подростка сыграла Акира Акбар.

### «Дэдпул и Росомаха» (2024)
После объявления о покупке компанией Disney компании 21st Century Fox в декабре 2017 года генеральный директор Disney Боб Айгер сказал, что Райан Рейнольдс вернётся к роли Уэйда Уилсона / Дэдпула из серии фильмов о Людях Икс от студии 20th Century Fox и будет включён в КВМ, всегда отличавшуюся возрастным рейтингом PG-13 (в России — «12+» или «16+»). В декабре 2019 года Райан Рейнольдс подтвердил, что третий фильм о Дэдпуле находится в разработке в Marvel. В ноябре 2020 года Венди Молино и Лиззи Молино-Логелин стали сценаристами фильма, были подтверждены участие Рейнольдса и взрослый возрастной рейтинг R (в России — «18+»). В январе 2021 года Кевин Файги подтвердил, что действие фильма развернётся в КВМ. В марте 2022 года Ретт Риз и Пол Верник, сценаристы первых двух фильмов о Дэдпуле, были наняты для переработки сценария, а Шон Леви стал режиссёром проекта. Съёмки начались в июне 2023 года. Премьера состоялась 26 июля 2024 года.
Хью Джекман повторил свою роль Джеймса «Логана» Хоулетта / Росомахи, исполненную им в серии фильмов «Люди Икс».

### «Капитан Америка: Новый мир» (2025)
В апреле 2021 года было объявлено, что Малкольм Спеллман и Далан Массон, ранее работавшие над сериалом «Сокол и Зимний солдат», станут сценаристами нового фильма о Капитане Америке. В августе 2021 года Энтони Маки присоединился к проекту в роли Сэма Уилсона / Капитана Америки. В июле 2022 года Джулиус Она стал режиссёром фильма. Лента сконцентрируется на последствиях принятия Уилсоном звания Капитана Америки. Премьера фильма состоялась 14 февраля 2025 года.

### «Громовержцы*» (2025)
В июне 2022 года была подтверждена разработка фильма о Громовержцах, режиссёром которого выступит Джейк Шрейер, а сценаристом — Эрик Пирсон. Команда Громовержцев будет состоять из Себастиана Стэна, Ханны Джон-Кеймен, Уайатта Рассела, Джулии Луи-Дрейфус, Флоренс Пью, Дэвида Харбора и Ольги Куриленко, которые повторят свои роли Баки Барнса / Зимнего солдата, Эйвы Старр / Призрака, Джона Уокера / Агента США, Валентины Аллегры де Фонтейн, Елены Беловой / Чёрной вдовы, Алексея Шостакова / Красного стража и Антонии Дрейковой / Таскмастера соответственно. Съёмки начались летом 2023 года. Премьера фильма планировалась 25 июля 2025 года, однако была перенесена на 2 мая 2025 года. Тем временем, старую дату занял другой проект — «Фантастическая четвёрка: Первые шаги».

## Телесериалы
Все сериалы и специальный выпуск Пятой фазы выйдут на стриминг-сервисе Disney+. Сериал «Эхо» также выйдет на стриминг-сервисе Hulu
| Сериал                             | Сезон | Эпизоды | Премьерный показ | Премьерный показ | Премьерный показ | Главный сценарист(ы) / Шоураннер | Режиссёр(ы)                                                                 |
| Сериал                             | Сезон | Эпизоды | Премьера сезона  | Финал сезона     | Сеть             | Главный сценарист(ы) / Шоураннер | Режиссёр(ы)                                                                 |
| ---------------------------------- | ----- | ------- | ---------------- | ---------------- | ---------------- | -------------------------------- | --------------------------------------------------------------------------- |
| Секретное вторжение                | 1     | 6       | 21 июня 2023     | 26 июля 2023     | Disney+          | Кайл Брэдстрит                   | Али Селим                                                                   |
| Локи                               | 2     | 6       | 5 октября 2023   | 9 ноября 2023    | Disney+          | Эрик Мартин                      | Джастин Бенсон & Аарон Мурхед, Дэн ДеЛию и Касра Фарахани                   |
| Что, если…?                        | 2     | 9       | 22 декабря 2023  | 30 декабря 2023  | Disney+          | Э. С. Брэдли                     | Стефан Франк и Брайан Эндрюс                                                |
| Что, если…?                        | 3     | 8       | 22 декабря 2024  | 29 декабря 2024  | Disney+          | Мэттью Чонси                     | Стефан Франк и Брайан Эндрюс                                                |
| Эхо                                | 1     | 5       | 9 января 2024    | 9 января 2024    | Disney+ Hulu     | Мэрион Дэйр и Эми Рардин         | Сидни Фриленд и Катриона МакКензи                                           |
| Это всё Агата                      | 1     | 9       | 18 сентября 2024 | 30 октября 2024  | Disney+          | Жак Шеффер                       | Жак Шеффер, Рэйчел Голдберг и Ганджа Монтейро                               |
| Ваш дружелюбный сосед Человек-паук | 1     | 10      | 29 января 2025   | 19 февраля 2025  | Disney+          | Джефф Траммел                    | Мел Цвиер, Лиза Сингер и Стюарт Ливингстон                                  |
| Сорвиголова: Рождённый заново      | 1     | 9       | 4 марта 2025     | 15 апреля 2025   | Disney+          | Дарио Скардапейн                 | Джастин Бенсон & Аарон Мурхед, Майкл Куэста, Джеффри Начманофф и Дэвид Бойд |
| Железное сердце                    | 1     | 6       | 24 июня 2025     | 1 июля 2025      | Disney+          | Чинака Ходж                      | Сэм Бэйли и Анджела Барнс                                                   |

### «Секретное вторжение» (2023)
Одна из фракций Скруллов получает контроль над всеми аспектами жизни землян.
В сентябре 2020 года начал разрабатываться проект о Нике Фьюри для Disney+, в котором Сэмюэл Л. Джексон вернётся к роли Фьюри, главным сценаристом выступит Кайл Брэдстрит. В декабре 2020 года в Marvel Studios раскрыли, что проект о Фьюри станет экранизацией комиксов «Секретное вторжение», а Бен Мендельсон повторит роль Талоса. Режиссёрами сериала стали Томас Безуча и Али Селим. Съёмки начались в сентябре 2021 года в Лондоне и завершились в конце апреля 2022 года. Производство также прошло в Уэст-Йоркшире и Ливерпуле. Сериал выйдет весной 2023 года и будет состоять из шести серий.
Коби Смолдерс, Мартин Фримен и Дон Чидл вновь исполнят роли Марии Хилл, Эверетта К. Росса и Джеймса «Роуди» Роудса, соответственно.

### «Локи» (сезон 2, 2023)
Первый сезон «Локи» вышел в июне-июле 2021 года. Разработка второго сезона началась в ноябре 2020 года, когда стало известно, что главный сценарист первого сезона Майкл Уолдрон будет вовлечён каким-то образом в производство новых серий. Второй сезон был официально подтверждён в июле 2021 года, Том Хиддлстон вернулся к роли Локи. В феврале 2022 года Эрик Мартин получил пост главного сценариста, а Майкл Уолдрон остался исполнительным продюсером сериала. Режиссёрами сезона выступят Джастин Бенсон и Аарон Мурхед. Съёмки начались в середине июня 2022 года на студии Pinewood Studios в Великобритании. Второй сезон вышел 6 октября 2023 года и состоит из шести эпизодов.

### «Что, если…?» (сезоны 2—3, 2023—2024)
После создания Стражей Мультивселенной, Наблюдатель продолжает встречать новых героев и странные миры мультивселенной КВМ.
В марте 2019 года Marvel Studios начала разрабатывать анимационный сериал, основанный на линейке комиксов «Что, если», где будет предложен другой исход ключевых событий киновселенной. Джеффри Райт стал голосом Наблюдателя, рассказчика сериала, а многие актёры фильмов КВМ озвучивают своих персонажей в мультсериале. Эшли Брэдли выступила главным сценаристом, а Брайан Эндрюс — режиссёром проекта. Премьера первого сезона состоялась в августе 2021 года. Работа над вторым сезоном началась в декабре 2019 года. Он также состоит из 9 эпизодов и вышел в декабре 2023 года.
События «Что, если…?» начинаются сразу после финала первого сезона «Локи», раскрывая, что происходит с временными линиями после создания мультивселенной.

### «Эхо» (2024)
После рождественских событий 2024 года в Нью-Йорке Майя Лопес возвращается в свой родной город, чтобы примириться со своим прошлым, восстановить связь со своими индейскими корнями и принять свою семью и местное общество.
О разработке сериального спин-оффа «Соколиного глаза» с Алаквой Кокс в главной роли стало известно в марте 2021 года; исполнительными продюсерами и одними из сценаристов проекта были назначены Итан и Эмили Коэн. Официально о работе над сериалом «Эхо» было объявлено в ноябре 2021 года. Тогда же стало известно, что Мэрион Дэйр выступит главным сценаристом проекта. Сидни Фриленд и Катриона МакКензи стали режиссёрами сериала. Съёмки начались в конце апреля 2022 года и продлятся до сентября. Производство пройдёт в Атланте, Пичтри-Сити, Сошиал-Сёркл и Грантвилле. Премьера всех шести эпизодов сериала состоится 29 ноября 2023 года.
Действие проекта развернётся после событий «Соколиного глаза». Зан Маккларнон повторит роль Уильяма Лопеса, а Винсент Д’Онофрио и Чарли Кокс вернутся к ролям Уилсона Фиска / Кингпина и Мэтта Мёрдока / Сорвиголовы из предыдущих проектов КВМ.

### «Это всё Агата» (2024)
В октябре 2021 года стало известно о разработке спин-оффа сериала «Ванда/Вижн» об Агате Харкнесс в исполнении Кэтрин Хан. Жак Шеффер стала главным сценаристом и исполнительным продюсером проекта. Официально о разработке сериала под названием «Агата: Дом Харкнесс» было объявлено в ноябре 2021 года. Студия 20th Television также занимается производством проекта. В июле 2022 года подзаголовок сериала был изменён на «Ковен Хаоса», в сентябре сериал получил подзаголовок «Дневники Даркхолда». Ожидается, что съёмки начнутся в январе 2023 года в Атланте и продлятся до мая. Премьера сериала состоялась в 2024 году.

### «Ваш дружелюбный сосед Человек-паук» (сезон 1, 2024)
История происхождения Питера Паркера и его первых шагах в качестве «дружелюбного соседа» Человека-паука.
В ноябре 2021 года началась разработка анимационного сериала «Человек-паук: Первый год», главным сценаристом и исполнительным продюсером которого станет Джефф Траммел. Стиль мультсериала отдаст дань уважения ранним комиксам о Человеке-пауке; кадры из мультсериала, показанные на Комик-коне в Сан-Диего в 2022 году, «несут душевность и очарование Питера Паркера». В мультсериале появятся одноклассники Питера Нико Минору, Амадей Чо и Гарри Озборн; одними из злодеев выступят Хамелеон, Скорпион, Носорог и Доктор Осьминог; Норман Озборн станет наставником Питера и Человека-паука, Доктор Стрэндж также заявлен к появлению. Чарли Кокс вернётся для озвучания Сорвиголовы. Премьера мультсериала состоится в 2024 году. В декабре 2023 года сериал получил новое наименование «Ваш дружелюбный сосед Человек-паук». События сериала «Ваш дружелюбный сосед Человек-паук» разворачиваются до событий фильмов «Первый мститель: Противостояние» (2016) и «Человек-паук: Возвращение домой» (2017).
Премьера мультсериала состоялась 29 января 2025 года на стриминговом сервисе Disney+. Второй сезон сериала находится в разработке.

### «Сорвиголова: Рождённый заново» (сезон 1, 2025)
В марте 2022 года сериал «Сорвиголова» и другие проекты совместного производства Marvel Television и Netflix стали доступны к просмотру на Disney+. После возвращения прав на сериал к Marvel стало известно, что в разработке находится перезапуск проекта с Кевином Файги в качестве продюсера. В мае 2022 года последовало подтверждение разработки сериала, Мэтт Корман и Крис Орд получили должности главных сценаристов и исполнительных продюсеров. Съёмки начались в марте 2023 года, но в июне были приостановлены из-за забастовки гильдии сценаристов. Возобновлены 22 января 2024 года. Премьера сериала из 18 эпизодов состоится в 2025 году.

### «Железное сердце» (2025)
В декабре 2020 года Marvel Studios объявила о создании телесериала «Железное сердце», в котором Доминик Торн сыграет Рири Уильямс, повторив свою роль из фильма «Чёрная пантера: Ваканда навеки». В апреле 2021 года главным сценаристом проекта стала Чинака Ходж. Райан Куглер, режиссёр и сценарист двух фильмов о Чёрной пантере, является сопродюсером сериала со своей компанией Proximity Media; также созданием проекта занимается 20th Television. В апреле 2022 года стало известно, что Сэм Бэйли и Анджела Барнс выступят режиссёрами проекта. Съёмки начались в июне 2022 года в Атланте на студии Trilith; производство также пройдёт в Чикаго и продлится до середины октября 2022 года. Премьера сериала состоялась 24 июня 2025 года на Disney+, он будет состоять из шести эпизодов.

## Приём и оценки

### Реакция критиков

#### Фильмы Пятой фазы
| Фильм                                | Rotten Tomatoes | Metacritic |
| ------------------------------------ | --------------- | ---------- |
| «Человек-муравей и Оса: Квантомания» | 47 %            | 48         |
| «Стражи Галактики. Часть 3»          | 82 %            | 64         |
| «Капитан Марвел 2»                   | 62 %            | 50         |
| Дэдпул и Росомаха                    | 78 %            | 56         |
| Капитан Америка: Новый мир           | 48 %            | 42         |
| Громовержцы*                         | 88 %            | 68         |
| Средний рейтинг                      | 67 %            | 55         |

#### Сериалы Пятой фазы
| Телесериал                    | Rotten Tomatoes | Metacritic |
| ----------------------------- | --------------- | ---------- |
| «Секретное вторжение»         | 57 %            | 63         |
| «Локи» (2-й сезон)            | 82 %            | 65         |
| Эхо                           | 69 %            | 61         |
| Это всё Агата                 | 84 %            | 66         |
| Сорвиголова. Рожденный заново | 87 %            | 69         |
| Средний рейтинг               | 76 %            | 65         |

### Реакция зрителей
| Фильм                              | Rotten Tomatoes | Rotten Tomatoes (оценка) | IMDb | КиноПоиск | Cinemascore | Metacritic |
| ---------------------------------- | --------------- | ------------------------ | ---- | --------- | ----------- | ---------- |
| Человек-муравей и Оса: Квантомания | 77 %            | 3,9                      | 6,1  | 6         | B           | 5,6        |
| Стражи Галактики. Часть 3          | 93 %            | 4,6                      | 7,9  | 8,2       | A           | 7,9        |
| Капитан Марвел 2                   | 70 %            | 3,5                      | 5,9  | 5,4       | B           | 3,7        |
| Дэдпул и Росомаха                  | 92 %            | 4,6                      | 7,6  | 7,4       | A           | 7,9        |
| Капитан Америка: Новый мир         | 72 %            | 3,8                      | 5,7  | 5,3       | B-          | 4,7        |
| Громовержцы*                       | 93 %            | 4,5                      | 7,7  | 7,2       | A-          | 7,4        |
| Средний рейтинг                    | 82 %            | 4.1/5                    | 6,8  | 6,6       | B+          | 6.2        |

| Телесериал                    | Rotten Tomatoes | Rotten Tomatoes (оценка) | IMDb | КиноПоиск | Metacritic |
| ----------------------------- | --------------- | ------------------------ | ---- | --------- | ---------- |
| Секретное Вторжение           | 59 %            | 3,3                      | 6,2  | 5,0       | 3,6        |
| Эхо                           | 59 %            | 3,3                      | 5,9  | 4,6       | 4,6        |
| Это всё Агата                 | 83 %            | 4,2                      | 7,2  | 6,8       | 5,6        |
| Сорвиголова. Рожденный заново | 80 %            | 4,1                      | 8,2  | 7,4       | 7,3        |
| Средний рейтинг               | 70 %            | 3,7                      | 6,9  | 5,9       | 5,3        |

### Комментарии
1. ↑  Звёздочка в названии обозначает альтернативное название фильма, которое было раскрыто в конце финальных титров как «Но́вые Мсти́тели» (англ. The New Avengers)[40]
2. ↑  Начиная с Сорвиголова: Рождённый заново, Marvel Studios поменяли свою творческую философию на более традиционный телевизионный процесс производства, отказавшиcь от главных сценаристов и начав нанимать более специализированных шоураннеров. Шоураннероми являютсе Дарио Скардапейн в сериале Сорвиголова: Рождённый заново